# Moamba
Moamba és una vila i posto administrativo de Moçambic, situat a la província de Maputo. En 2007 comptava amb una població de 12.862 habitants. Fou elevada a la categoria de vila l'1 de juny de 1964. Es troba a 75 kilòmetres de Maputo, a la que està enllaçada per la EN4. És un nus ferroviari del CFM Sul que enllaça amb Xinavane.